# オレゴン州道10号線
オレゴン州道10号線（英: Oregon Route 10）は、アメリカ合衆国のオレゴン州にある州道の一つで、ポートランドと西部郊外を結んでいる。

## 経路
オレゴン州道10号線はポートランド中心街ではナイトー・パークウェイという名が付いているが、このナイトー・パークウェイと国道26号線が交差する地点が起点となっている。中心街から南下すると、オレゴン州道99号西線との共同区間となる。ポートランド・エアリアル・トラムの下をくぐると、ナイトー・パークウェイはバーバー・ブルバードにぶつかり、そこで終点となる。オレゴン州道99号西線とオレゴン州道10号線はバーバー・ブルバードの名の下にポートランドからさらに南下する。オレゴン州道10号線がオレゴン州道99号西線と分かれるのはポートランド中心街から数マイル南下した所で、オレゴン州道10号線はキャピトル・ハイウェイへと進み、ポートランド市のヒルズデール地区を貫く。この時にポートランドのウェストヒルズの南側を通る。ヒルズデールでキャピトル・ハイウェイとは別れ、ビーバートン＝ヒルズデール・ハイウェイ（ハイウェイ番号40）となる。ここでは平面道路が多く、信号も多い。オレゴン州道10号線はこのままワシントン郡へと突入する。
ローリーヒルズでは、オレゴン州道210号線（ショールズ・フェリー・ロード）と交差する。オレゴン州道210号線は南西に伸び、プログレスやタイガード、ショールズの方へと続く道路である。オレゴン州道10号線はそのまま西に進み、ビーバートンに入る。ビーバートンでは高速道路であるオレゴン州道217号線と交差する。この交差地点の西では、街道名はファーミントン・ロードになる（ファーミントン・ロードの東側は州道の指定からは外されている）。オレゴン州道10号線はビーバートン高等学校の付近で、オレゴン州道8号線と一街区を挟んで並走する。ビーバートン中心街からオレゴン州道219号線との交差地点にかけては、かつてオレゴン州道208号線と呼ばれていた。8号線と10号線は交差しないが、217号線の側道を通って8号と10号を乗り換える人は、通勤者によく見られる。ファーミントン・ロードと呼ばれる区間では、10号線はビーバートンから離れ、未だ中途半端にしか開発が進んでいない郊外地域ファーミントンを横断、オレゴン州道219号線にぶつかって終点となる。最後の区間はファーミントン・ハイウェイと呼ばれ、ハイウェイ番号142の指定を受けている。

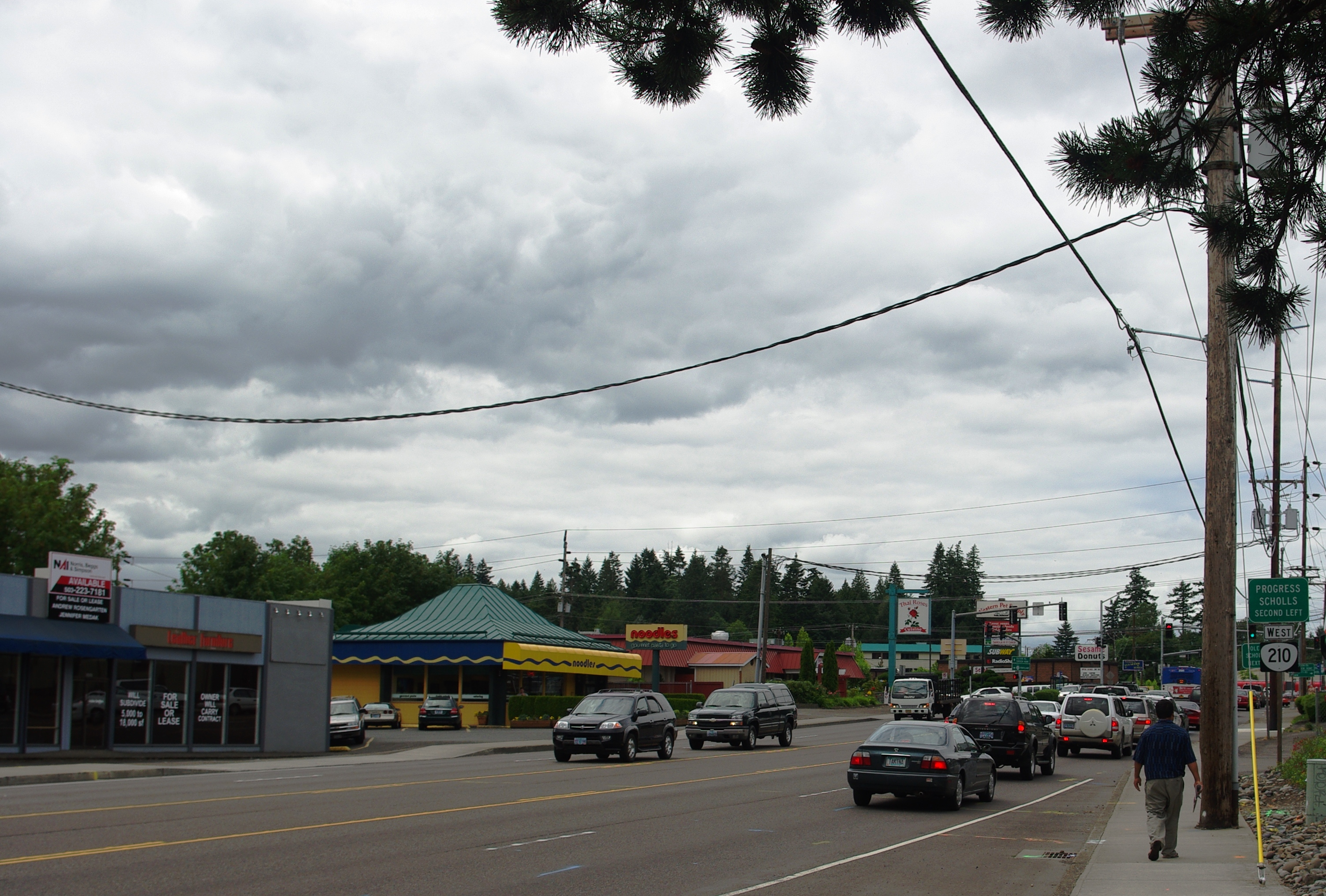
ローリーヒルズにて